# Tokoname
Tokoname (japonsky 常滑市) je město v prefektuře Aiči v Japonsku. K roku 2018 v něm žilo přes 57 tisíc obyvatel.

## Poloha a doprava
Tokoname leží na břehu zálivu Ise na západním pobřeží poloostrova Čita na jihu ostrova Honšú.
Ze správního hlediska pod město spadá mezinárodní letiště Čúbu vybudované na umělém ostrově v moři západně od města.

## Dějiny
Město Tokoname vzniklo 1. dubna 1954 sloučením obcí Tokoname, Nišiura (西浦), Onizaki (鬼崎), Miwa (三和) Kosugaja (小鈴谷) a Ono (大野).

### Rodáci
- Morita Akio (1921–1999), podnikatel, spoluzakladatel Sony